# Біг на 400 метрів

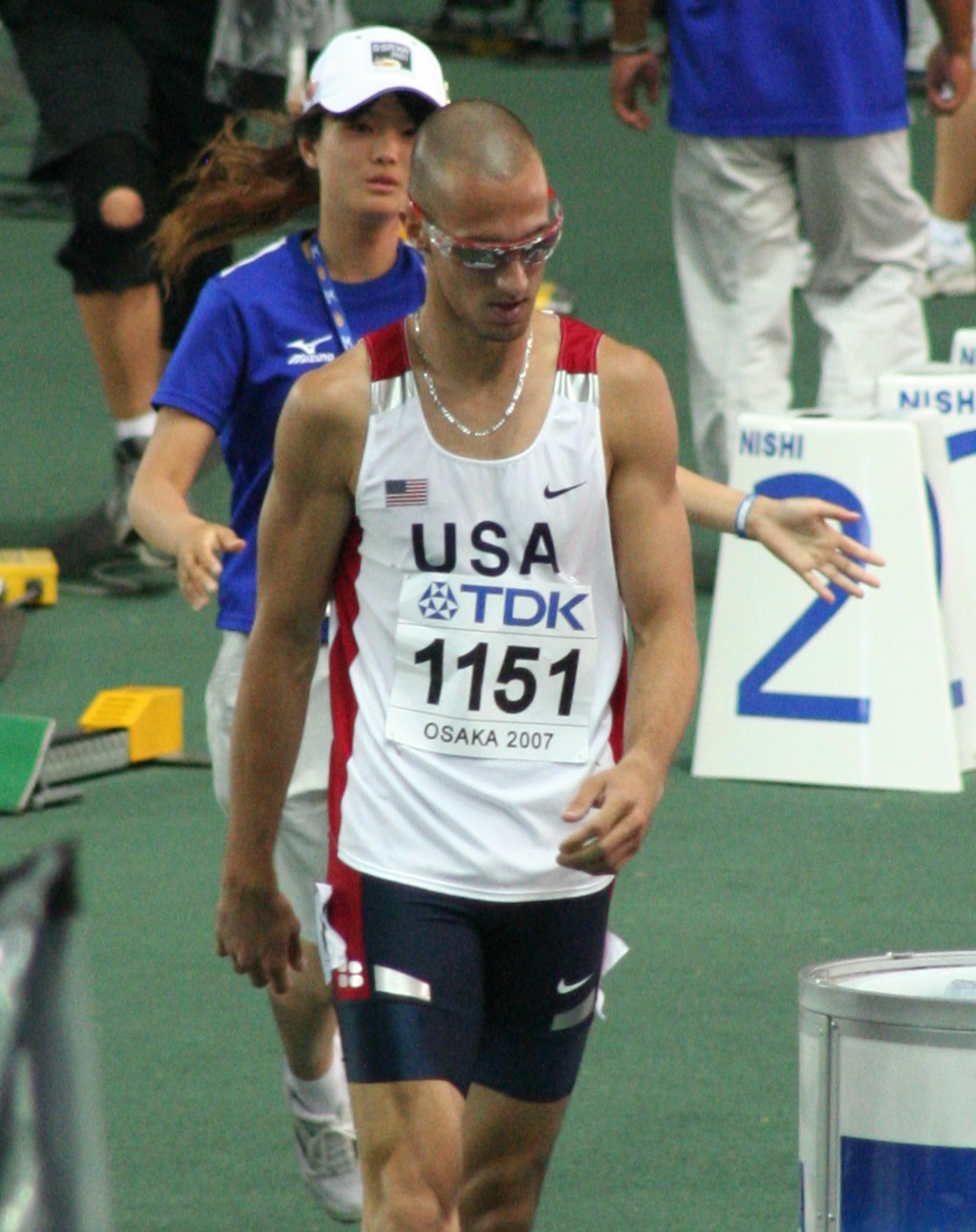
Джеремі Ворінер (США) — олімпійський чемпіон у бігу на 400 метрів

Біг на 400 метрів — дисципліна, що належить до спринтерських дистанцій біговій легкоатлетичної програми. Її також іноді називають довгим спринтом або спринтерським марафоном. Вимагає від спортсменів спринтерських якостей, спеціальної швидкісної витривалості. Проводиться в літньому (400-метрова доріжка) і зимовому сезоні (200-метрова доріжка). Є олімпійською дисципліною легкої атлетики для чоловіків з 1896 року і для жінок з 1964 року.

## Правила
Спортсмени в бігу на 400 метрів приймають старт з низької позиції зі стартових колодок. Кожен спортсмен від старту до фінішу біжить по своїй доріжці (400-метрова доріжка). На 200-метровій доріжці перші два віражу спортсмени проходять по своїх доріжках і після цього виходять на загальну доріжку.
Помилкою є фальстарт спортсменів і вихід на чужу доріжку. Однак ці помилки (особливо друга) рідко зустрічаються на офіційних змаганнях.

## Тактика і техніка
Для досягнення досить високих результатів достатньо мати чисто спринтерські дані та вміння грамотно розподілити сили. Однак для результатів світового рівня спринтерських якостей недостатньо — потрібна ще й особлива «швидкісна витривалість». Тому біг на 400 метрів вважається досить вузькою спеціальністю. Якщо на інших дисциплінах спортсмени можуть поєднувати види (наприклад 100 і 200 метрів, 800 і 1500) то 400 метрову дистанцію суміщають значно рідше. Особливо це помітно у чоловіків. Наприклад, Майкл Джонсон — 200 і 400 метрів, Альберто Хуанторена, Олександр Вілсон — 400 і 800 метрів.
Спортсмени високого класу здатні пробігти кожну з чотирьох стометрівок швидше 11,5 секунд. Фахівці відзначають, що вирішальними при проходженні дистанції 400 метрів є треті сто метрів. У зимовому 200 — метровому манежі надзвичайно важливо виграти перший круг, після якого спортсмени переходять на одну доріжку. Тому часто спортсмени-чоловіки проходять перші двісті метрів за 21-22 секунди, а наступні двісті — за 23-24 секунди.

## Історія
Біг на 400 метрів — одна з найстаріших дисциплін. У США спочатку була популярна близька до неї дистанція 440 ярдів (402.3 м), але зараз вона рідко зустрічається в офіційних змаганнях.
Найбільших успіхів у чоловіків домагалися спортсмени США, а у жінок — спортсменки НДР, ФРН, СРСР, Росії та США.

## Найкращі результати

### Чоловіки
Найкращі спортсмени за всю історію легкої атлетики 
| Рез.  | Спортсмен        | Спортсмен         | Країна            | Місце          | Дата       | Пр. |
| ----- | ---------------- | ----------------- | ----------------- | -------------- | ---------- | --- |
| 43,03 | Вайде ван Нікерк | Wayde van Niekerk | ПАР               | Ріо-де-Жанейро | 14.08.2016 |     |
| 43,18 | Майкл Джонсон    | Michael Johnson   | США               | Севілья        | 26.08.1999 |     |
| 43,29 | Батч Рейнольдс   | Butch Reynolds    | США               | Цюрих          | 17.08.1988 |     |
| 43,45 | Джеремі Ворінер  | Jeremy Wariner    | США               | Осака          | 31.08.2007 |     |
| 43,45 | Майкл Норман     | Michael Norman    | США               | Торренс        | 20.04.2019 |     |
| 43,48 | Стівен Гардінер  | Steven Gardiner   | Багамські Острови | Доха           | 04.10.2019 |     |
| 43,50 | Квінсі Воттс     | Quincy Watts      | США               | Барселона      | 05.08.1992 |     |
| 43,64 | Фред Керлі       | Fred Kerley       | США               | Де-Мойн        | 27.07.2019 |     |
| 43,65 | Лашон Меррітт    | LaShawn Merritt   | США               | Пекін          | 28.08.2015 |     |
| 43,72 | Айзек Маквала    | Isaac Makwala     | Ботсвана          | Ла-Шо-де-Фон   | 05.07.2015 |     |

5 найкращих результатів за історію легкої атлетики
| Рез.  | Спортсмен        | Спортсмен         | Країна | Місце          | Дата       | Пр. |
| ----- | ---------------- | ----------------- | ------ | -------------- | ---------- | --- |
| 43,03 | Вайде ван Нікерк | Wayde van Niekerk | ПАР    | Ріо-де-Жанейро | 14.08.2016 |     |
| 43,18 | Майкл Джонсон    | Michael Johnson   | США    | Севілья        | 26.08.1999 |     |
| 43,29 | Батч Рейнольдс   | Butch Reynolds    | США    | Цюрих          | 17.08.1988 |     |
| 43,39 | Майкл Джонсон    | Michael Johnson   | США    | Гетеборг       | 09.08.1995 |     |
| 43,44 | Майкл Джонсон    | Michael Johnson   | США    | Атланта        | 19.06.1996 |     |

### Жінки
Найкращі спортсмени за всю історію легкої атлетики 
| Рез.  | Спортсменка         | Спортсменка           | Країна            | Місце        | Дата       | Пр. |
| ----- | ------------------- | --------------------- | ----------------- | ------------ | ---------- | --- |
| 47,60 | Маріта Кох          | Marita Koch           | НДР               | Канберра     | 06.10.1985 |     |
| 47,99 | Ярміла Кратохвілова | Jarmila Kratochvílová | Чехословаччина    | Гельсінкі    | 10.08.1983 |     |
| 48,14 | Сальва Насер        | Salwa Eid Naser       | Бахрейн           | Доха         | 03.10.2019 |     |
| 48,25 | Марі-Жозе Перек     | Marie-José Pérec      | Франція           | Атланта      | 29.07.1996 |     |
| 48,27 | Ольга Бризгіна      | Olha Bryzhina         | СРСР              | Канберра     | 06.10.1985 |     |
| 48,37 | Шона Міллер-Уйбо    | Shaunae Miller-Uibo   | Багамські Острови | Доха         | 09.10.2019 |     |
| 48,59 | Татяна Коцембова    | Taťána Kocembová      | Чехословаччина    | Гельсінкі    | 10.08.1983 |     |
| 48,63 | Кеті Фрімен         | Cathy Freeman         | Австралія         | Атланта      | 29.07.1996 |     |
| 48,70 | Саня Річардс-Росс   | Sanya Richards-Ross   | США               | Афіни        | 16.09.2006 |     |
| 48,83 | Валері Бріско-Гукс  | Valerie Brisco-Hooks  | США               | Лос-Анджелес | 06.08.1984 |     |

5 найкращих результатів за історію легкої атлетики
| Рез.  | Спортсменка         | Спортсменка           | Країна         | Місце     | Дата       | Пр. |
| ----- | ------------------- | --------------------- | -------------- | --------- | ---------- | --- |
| 47,60 | Маріта Кох          | Marita Koch           | НДР            | Канберра  | 06.10.1985 |     |
| 47,99 | Ярміла Кратохвілова | Jarmila Kratochvílová | Чехословаччина | Гельсінкі | 10.08.1983 |     |
| 48,14 | Сальва Насер        | Salwa Eid Naser       | Бахрейн        | Доха      | 03.10.2019 |     |
| 48,16 | Маріта Кох          | Marita Koch           | НДР            | Афіни     | 08.09.1982 |     |
| 48,16 | Маріта Кох          | Marita Koch           | НДР            | Прага     | 16.08.1984 |     |

## Світові рекорди
| Рекорд             | Спортсмен           | Країна         | Дата             | Місце                    |
| Відкриті стадіони  |                     |                |                  |                          |
| 43,03 с            | Вайде ван Нікерк    | ПАР            | 14 серпня 2016   | Ріо-де-Жанейро, Бразилія |
| 47,60 с            | Маріта Кох          | НДР            | 6 жовтня 1985    | Канберра, Австралія      |
| Закриті приміщення |                     |                |                  |                          |
| 44,52 с            | Майкл Норман        | США            | 10 березня, 2018 | Колледж-Стейшен, США     |
| 49,59 с            | Ярміла Кратохвілова | Чехословаччина | 7 березня, 1982  | Мілан, Італія            |

## Цікаві факти
Південноафриканський бігун Оскар Пісторіус став першим у світі атлетом, який подолав рубіж 47 секунд в бігу на 400 метрів і при цьому не має обох ніг, які були у нього ампутовані нижче коліна ще в ранньому дитинстві. Оскар використовує для бігу, спеціально розроблені карбонові протези.